# Nephele funebris
Nephele funebris är en fjärilsart som beskrevs av Butler 1877. Nephele funebris ingår i släktet Nephele och familjen svärmare. Inga underarter finns listade i Catalogue of Life.